# Lydia von Wolfring

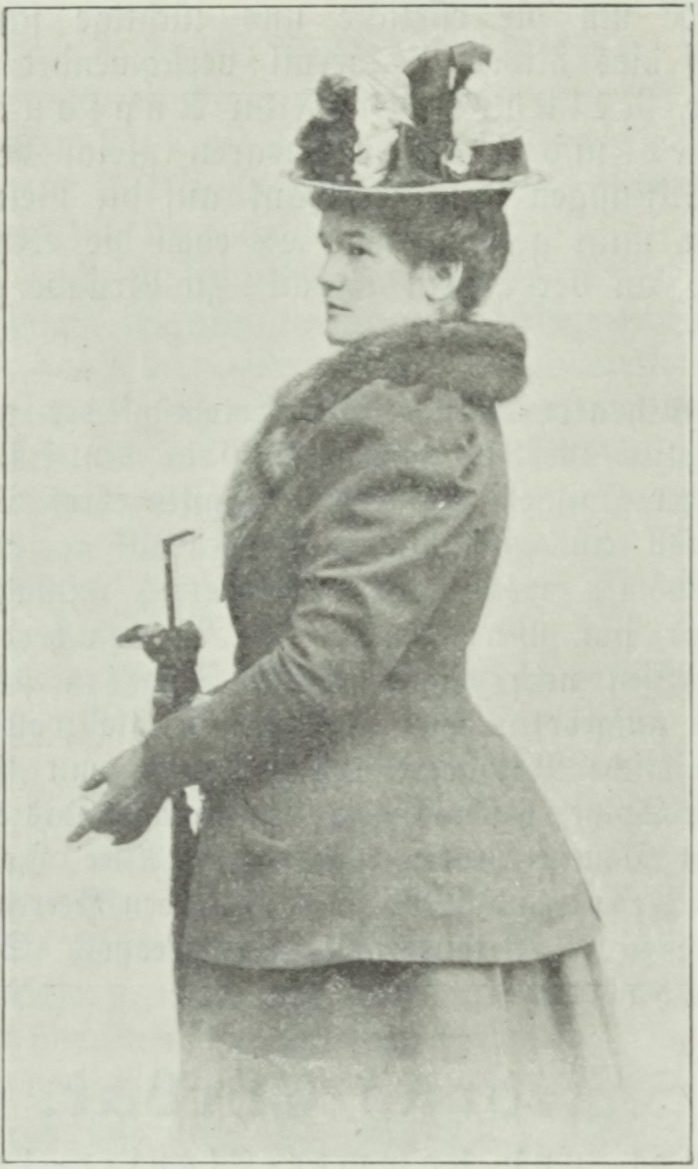
Lydia von Wolfring (1899)

Lydia von Wolfring (* 27. März 1867 in Warschau, russisches Kaiserreich; † nach 1920) war eine polnisch-russische Sozialreformerin und eine der Begründerinnen des Kinderrechtschutzes in Wien.

## Leben und Wirken
Die Anfänge der privaten Kinder- und Jugendschutzeinrichtungen in Österreich Ende des 19. Jahrhunderts sind mit den Namen von Frauen verbunden. Als eine der wichtigsten Aktivistinnen der Kinderschutzbewegung gilt Lydia von Wolfring.
Ihr Vater war der Augenarzt Emil von Wolfring (1832–1906), Professor an der Warschauer Universität. Über ihre Mutter ist nichts bekannt. Lydia von Wolfring war unverheiratet. Im Melderegister der Stadt Wien von 1910/11 wird ihr Beruf mit „Gutsbesitzerin“ und „Schriftstellerin“ angegeben. Sie selbst nannte sich „Kosmopolitin auf dem Gebiete der Philanthropie“. Neben Deutsch und Russisch sprach sie Polnisch, Englisch und Italienisch, ihre Artikel verfasste sie auch auf Französisch. Erste Kontakte mit Wien knüpfte sie während einer Kur in Kaltenleutgeben, wo sie Michael Hainisch, den Sohn der österreichischen Frauenrechtlerin Marianne Hainisch, kennenlernte. In seinen Memoiren beschreibt er sie als „ebenso schönes wie geistreiches Mädchen“.
Zu dem Thema Kinderschutz war Lydia von Wolfring durch das Buch Entartete Mütter. Eine psychisch-juridische Abhandlung (Berlin 1897) des italienischen Staatsanwaltes Lino Ferriani gekommen. Sie nahm mit ihm Kontakt auf, arbeitete sich unter seiner Anleitung in die Literatur zu der Thematik ein und bereiste acht Monate lang Oberitalien, die Schweiz und Frankreich, wo sie Gefängnisse, Asyle, so genannte Korrekturanstalten sowie Kinderheime besuchte und mit Eltern sprach, die wegen Kindesmisshandlung verurteilt worden waren.
Diese autodidaktische Form des Studiums und Wissensaneignung war zu einer Zeit, als Frauen der Besuch von Universitäten verwehrt war, typisch für weibliche Biografien. Sie beschäftigte sich auch mit der Arbeit der Kinderschutzgesellschaften in den USA und in England, nach deren Vorbild sie eine Rechtsschutzstelle für Kinder in Wien aufbauen wollte.
Ihre Entscheidung, in Österreich für den Kinderschutz aktiv zu werden, hatte mit persönlichen Freundschaften zu tun und einem Erlebnis in Innsbruck, wo in einem Gefängnis Jungen im Alter von zehn bis zwölf Jahren, die, um sie vor den erwachsenen Gefangenen zu schützen, in Einzelhaft einsitzen mussten, weil es keine Einrichtungen für straffällig gewordene Jugendliche gab. Einen weiteren auslösenden Einfluss hatten Berichte in der Presse über zwei Fälle von Kindesmisshandlung mit tödlichem Ausgang, mit denen Kindesmisshandlung erstmals öffentlich skandalisiert wurde. Misshandlungen von Kindern in der Familie galten zu dieser Zeit in Österreich als normal, da die Eltern ein so genanntes Züchtigungsrecht hatten, das meist vom Mann als Familienvorstand ausgeübt wurde.
Als sie am 7. November 1899 mit ihrem Vater und ihrer Schwester Sophie (Sophie Fuchs-vom Wolfring, Bakteriologin bei Carl Spengler in Davos, †18.12.1919 daselbst) die Medizin studierte, nach Wien kam, hatte sie die Statuten und einen Organisationsplan für einen Kinderschutzverein bereits ausgearbeitet. Ihre ersten Mitarbeiterinnen und Aktivistinnen für den Kinderschutz kamen aus dem Kreis der bürgerlichen Wiener Frauenbewegung. Sie hatte enge Kontakte zu Marianne Hainisch und Auguste Fickert. Auf der Gründungsveranstaltung der Kinder-Schutz- und Rettungsgesellschaft am 28. Dezember 1899 in Wien hielt sie den Vortrag Wie schützen wir Kinder vor Misshandlung und Verbrechen?, der 1903 im Jahrbuch der American Academy of Political and Social Science Beachtung fand. 1901 verließ sie die Kinder-Schutz- und Rettungsgesellschaft und gründete 1903 den Pestalozziverein zur Förderung des Kinderschutzes und der Jugendfürsorge in Wien (Allg. Öster. Pestalozzibund), der sich radikal auf die Seite der Kinder stellte. Der Verein betreute auffällig gewordene Kinder und Jugendliche, und Lydia von Wolfring arbeitete an der Erforschung der Ursachen kindlicher Dissozialität.
Sie schrieb Artikel und hielt Vorträge, in denen sie moderne pädagogische Konzepte und Gesetze zum Schutz von Kindern vorschlug. So forderte sie auch die „Aberkennung der väterlichen Gewalt“. 1907 organisierte sie den ersten österreichischen Kinderschutzkongress in Wien.
Lydia von Wolfring lebte nur zehn Jahre in Wien. Laut Marianne Hainisch hat sie Österreich „aus gesundheitlichen Gründen“ 1910 verlassen. Nach Elisabeth Malleiers Recherche in den Wiener Meldeunterlagen von 1910/1911 sei sie nach ihrem Weggang aus Wien zwischen der Schweiz und Warschau gependelt und habe immer wieder in Wien Halt gemacht. Danach verliert sich ihre Spur.
Von der New-York Society for the Prevention of Cruelty to Children wurde sie zum Ehrenmitglied ernannt.

## Veröffentlichungen
- Wie schützen wir Kinder vor Misshandlung und Verbrechen? (Vortrag), Commissionsverlag von Franz Douticke, Wien 1899 (digitalisiert)
- Kindermisshandlung, Verlag von Johann N. Vernay, Wien 1902 (digitalisiert)
- Die Aberkennung der väterlichen Gewalt, Verlag von Johann N. Vernay, Wien 1902 (digitalisiert)
- Was ist Kinderschutz, K. u. K. Hof-Buchdruckerei, Wien 1905 und 1906
- Kinderschutz und Schule, K. u. K. Hof-Buchdruckerei, Wien 1906
- Der erste österreichische Kinderschutzkongress in Wien 1907, In: Jahrbuch der Schweizerischen Gesellschaft für Schulgesundheitspflege (= Annales de la Société Suisse d'Hygiène Scolaire), Band (Jahr): 8/1907, Verlag Zürcher und Furrer, doi:10.5169/seals-91025
- Die Kindermisshandlungen, ihre Ursachen und die Mittel und ihrer Abhilfe, k.k. Hof- und Staatsdruckerei, Wien 1907. Reprint 2010 bei Kessinger Publishing, ISBN 978-1-161-10651-0 (digitalisiert)
- Die schutzbedürftige Jugend und ihre Wohlfahrt, Wien 1908 (digitalisiert)